# Saint-Vincent-sur-Oust
Saint-Vincent-sur-Oust (Gallo Saent-Veinczant-sur-Out, bretonisch Sant-Visant-an-Oud) ist eine französische Gemeinde mit 1.647 Einwohnern (Stand 1. Januar 2022) im Département Morbihan in der Region Bretagne. Saint-Vincent-sur-Oust gehört zum Gebiet, in dem Gallo gesprochen wurde.

## Geographie
Saint-Vincent-sur-Oust liegt rund acht Kilometer nordwestlich von Redon im Südosten des Départements Morbihan und gehört zum Gemeindeverband Redon Agglomération.
Nachbargemeinden sind Glénac im Norden, Bains-sur-Oust im Osten, Saint-Perreux im Südosten, Saint-Jacut-les-Pins im Südwesten sowie Peillac im Westen.
Die bedeutendsten Gewässer sind die Flüsse Oust und Arz und der Nantes-Brest-Kanal. Entlang dieser Wasserläufe verläuft teilweise die Gemeindegrenze.

## Bevölkerungsentwicklung
| Jahr                       | 1962 | 1968 | 1975 | 1982 | 1990 | 1999 | 2006 | 2012 | 2019 |
| Einwohner                  | 972  | 994  | 1030 | 1063 | 1112 | 1096 | 1255 | 1423 | 1563 |
| Quellen: Cassini und INSEE |      |      |      |      |      |      |      |      |      |

## Sehenswürdigkeiten
- Kirche Saint Vincent (neogotisch), erbaut 1899 bis 1904
- Schloss von Launay aus dem 17. Jahrhundert (umgebaut 1865)
- Schloss von Boro aus dem 18. Jahrhundert
- Herrenhäuser von Bilair und Painfaut
- alte Häuser aus dem 16. und 17. Jahrhundert in La Fontaine, La Pételaudière, Le Paty und im Dorfzentrum
- Schleuse von La Maclais
- zwei Megalithen
- mehrere Kalvarienberge, Wegkreuze und ein alter Brotofen in Le Mesnyl

Quelle:

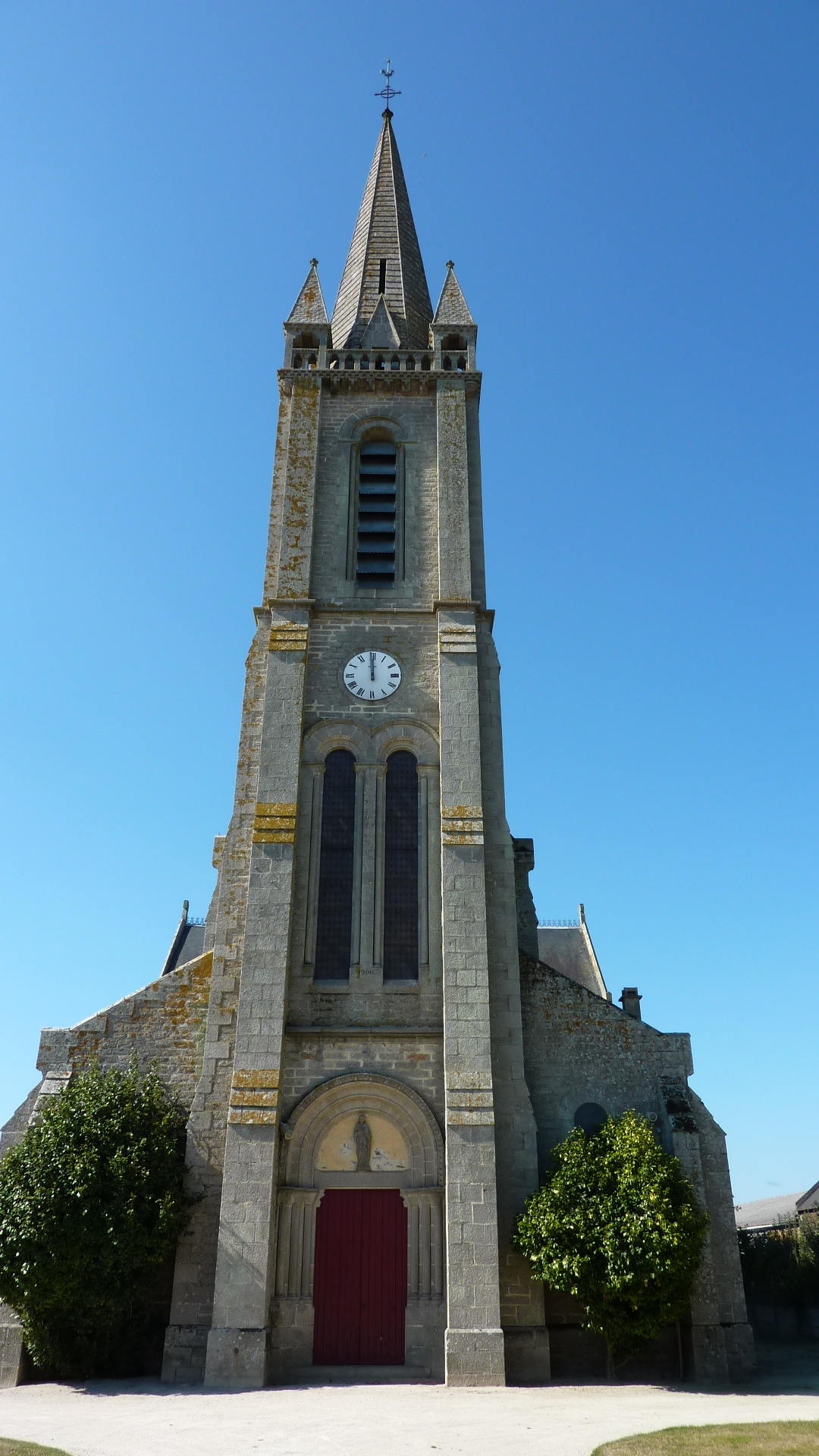
Kirche Saint-Vincent
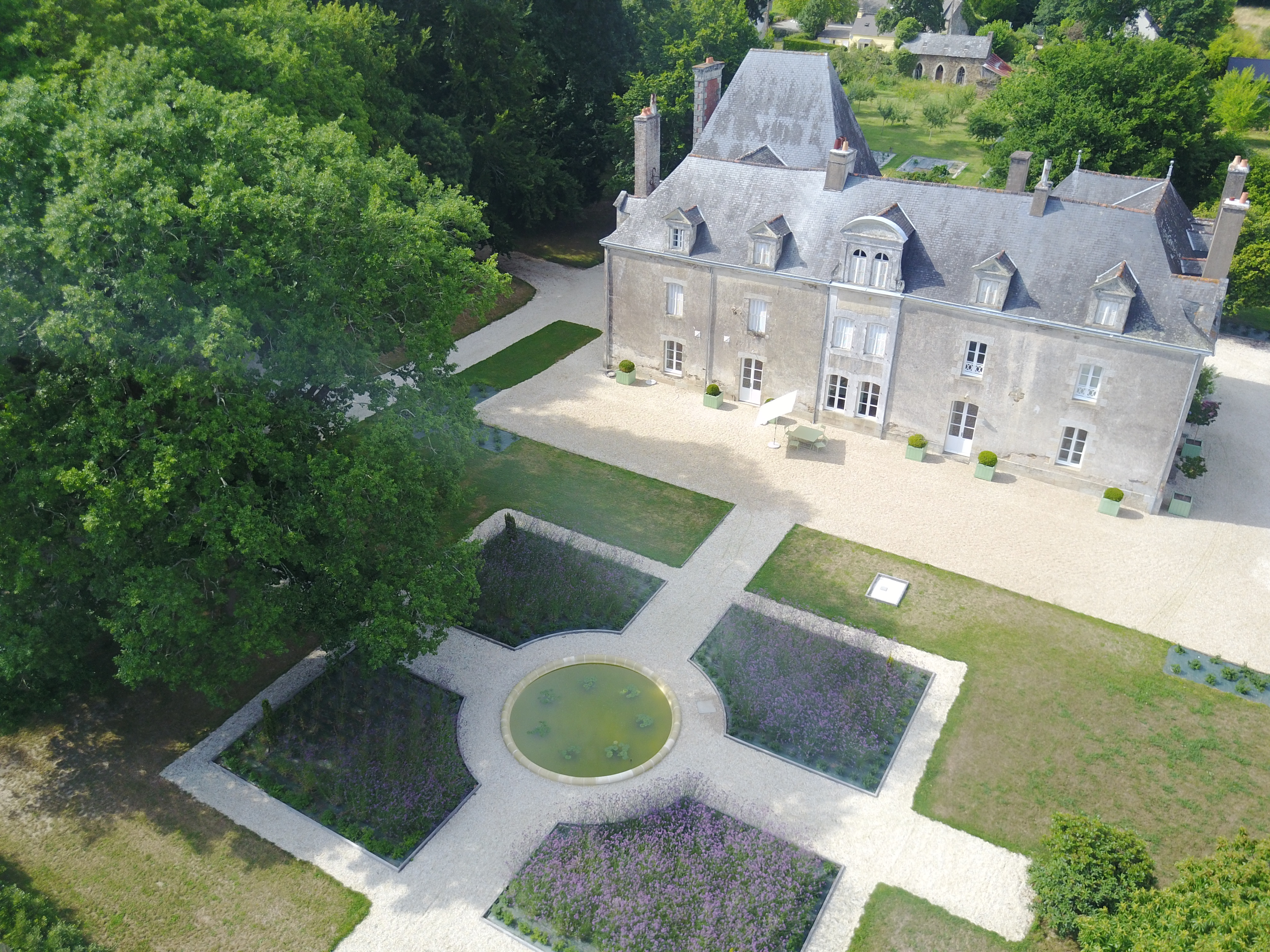
Schloss Boro